# Carlo Perinello
Carlo Perinello, född den 13 februari 1877, död den 6 januari 1942, var en italiensk musiker.
Perinello var elev på Leipzigs konservatorium samt från 1904 lärare vid konservatorierna i Trieste och Milano. Han komponerade en opera, symfoniska verk, kammarmusik, kör- och pianoverk. Han skrev dessutom en biografi om Verdi.